# Lohivka, Sovietskîi
Lohivka (în ucraineană Лохівка) este un sat în comuna Krasnohvardiiske din raionul Sovietskîi, Republica Autonomă Crimeea, Ucraina.

## Demografie
Componența lingvistică a localității Lohivka
     Rusă (39,87%)
     Tătară crimeeană (29,21%)
     Ucraineană (20,04%)
     Belarusă (1,49%)
     Alte limbi (0,21%)
Conform recensământului din 2001, nu exista o limbă vorbită de majoritatea populației, aceasta fiind compusă din vorbitori de rusă (39,87%), tătară crimeeană (29,21%), ucraineană (20,04%) și belarusă (1,49%).